# Shūzō Kure
Shūzō Kure (jap. 呉秀三 Kure Shūzō; ur. 1865, zm. 1932) – japoński lekarz psychiatra, pionier psychiatrii w Japonii. Profesor Uniwersytetu Tokijskiego. Między 1897 a 1901 studiował w Austrii i Niemczech. Napisał biografię Philippa Franza von Siebolda. Razem z Kinnosuke Miurą założył Japońskie Towarzystwo Neurologiczne. Zmarł w 1932 roku, pochowany jest na Cmentarzu Tama w Tokio.

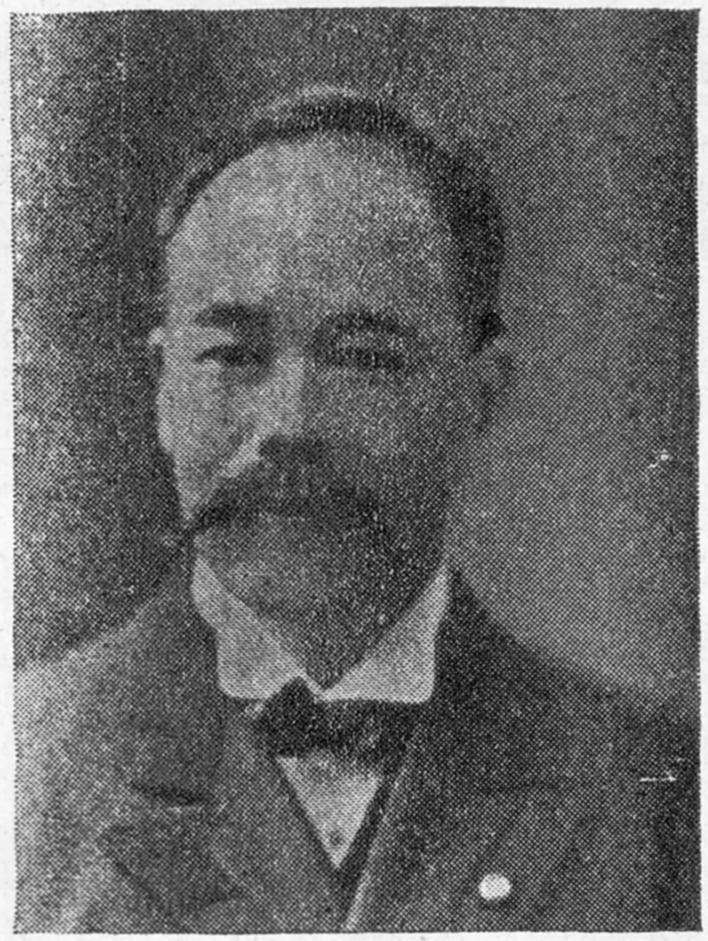
Shūzō Kure

W 1892 roku opisał jako pierwszy napadową choreoatetozę prowokowaną przez ruch. Badał przypadki tzw. opętania przez lisa (jap. Kitsunetsuki, 狐憑き).

## Wybrane prace
- Ueber die Minimalgrenze der faradocutanen Sensibilität bei den Japanern. Zeitschr. f. Elektrotherapie und ärztliche Elektrotechnik (3), 103-108, 1899
- Philipp Franz von Siebold. Leben und Werk. Deutsche, wesentlich vermehrte und ergänzte Ausgabe, bearbeitet von Friedrich M. Trautz. Herausgegeben von Hartmut Walravens. ISBN 978-3-89129-497-0